# Francisco Javier Flores García
Francisco Javier Flores García (Barcelona, 1968) es un Ingeniero de Caminos español, fue Secretario General de Infraestructuras desde 2022 hasta diciembre de 2023 del Ministerio de Transportes y Movilidad Sostenible.

## Trayectoria profesional
Xavier Flores es Ingeniero de Caminos por la Universidad Politécnica de Cataluña y ha desarrollado su carrera en la administración de la Generalidad de Cataluña desde el año 1994, de la que es funcionario del cuerpo de Ingenieros de Caminos, y desde el 2013 ha sido director general de Infraestructuras de Movilidad en Cataluña. Trabajó en el departamento responsable de la movilidad, y de las infraestructuras de transporte tanto en planificación, proyecto, ejecución y explotación; y tanto por lo que se refiere a infraestructuras de transporte público y ferroviarias, como a infraestructuras viarias.
Participó en la redacción de diferentes documentos de planificación, como el Plan de Infraestructuras del Transporte de Cataluña o en el Plan Específico de movilidad del Vallés; en las principales obras de prolongación de metro de los últimos años, como la línea 9 del metro de Barcelona o las prolongaciones de las líneas de Ferrocarriles de la Generalidad de Cataluña; y en obras viarias como la C-58 y la C-17 o la aplicación de la solución 2+1 en diferentes corredores. Además, ha liderado la Mesa de la Bicicleta y ha dirigido la elaboración de la Estrategia Catalana de la Bicicleta.
El 11 de enero de 2022 fue nombrado Secretario General de Infraestructuras del Gobierno de España a propuesta de la ministra de transportes Raquel Sánchez. En diciembre de 2023 le sucede en el cargo Marta Elia Serrano Balbuena en calidad de Secretaria General de Transporte Terrestre. Posteriormente, Xavier Flores es designado Consejero Delegado de Transportes Metropolitanos de Barcelona.